# Tokuhiko Uwabo
Tokuhiko "Bo" Uwabo (26 de Abril de 1960) é um compositor de músicas de jogos eletrônicos japonês.
Entre suas composiçõesmais famosas, estão as trilhas-sonoras dos jogos Phantasy Star e Alex Kidd in Miracle World.

## Créditos
- Fantasy Zone (Master System Version)
- Alex Kidd in Miracle World (Master System Version)
- Space Harrier (Master System Version)
- Sukeban Deka II: Shoujo Tekkamen Densetsu
- The Black Onyx (SG-1000 Version)
- After Burner (Master System Version)
- Phantasy Star
- Space Harrier II
- Phantasy Star II
- Super Daisenryaku (Mega Drive Version)
- Phantasy Star II (Overseas)
- Arnold Palmer Tournament Golf
- Sorcerian (Mega Drive Version)
- Columns (Arcade Version)
- Columns (Mega Drive Version)
- Super Monaco GP (Mega Drive Version)
- Columns (Game Gear Version)
- Advanced Daisenryaku
- Alex Kidd Complete Album